# روبی (کارولینای جنوبی)
روبی(به انگلیسی: Ruby) شهری در ایالت کارولینای جنوبی کشور ایالات متحده آمریکا است که جمعیت آن در سرشماری سال ۲۰۱۰ میلادی، ۳۶۰ نفر بوده‌است.